# تابع التفعيل

تابع تفعيل

تابع التفعيل أو دالة التفعيل (بالإنجليزية: Activation function)‏ في الشبكة العصبية الاصطناعية،هو تابع رياضي يٌعين النتيجة تبعا للمعطيات بحيث تصبح النتيجة مُعطى للنقطة الموالية وهكذا حتى بلوغ الحل المطلوب للمسألة الأصلية.